# Latający Czestmir
Latający Czestmir (cz. Létající Čestmír) – czechosłowacko-zachodnioniemiecki 6-odcinkowy miniserial familijny z 1984 roku w reżyserii Václava Vorlíčka.
Serial emitowano w Polsce na antenach: TP1 (premierowo, w ramach Teleranka we wrześniu i październiku 1985), Kino Polska (od października do listopada 2012, w lipcu 2016 i od marca do kwietnia 2017), Red TOP TV (w czerwcu 2022) oraz Red Carpet TV (nieregularnie od czerwca 2022, najczęściej w weekendy, zaś ostatnio był nadawany od 28 listopada do 2 grudnia 2022 w dni robocze w godzinach przedpołudniowych).
Wersję dla Red Carpet TV przetłumaczyła Katarzyna Dudzic-Grabińska, zaś lektorem był Michał Borejko.

## Fabuła
Opowiada o przygodach Czestmira Trnki, który za sprawą błękitnego meteorytu trafia na planetę kwiatów. Dzięki jednemu z nich może latać, dzięki drugiemu - przemieniać się w dorosłego.

## Odcinki
1. Niebieski kamień (cz. Modrý kámen)
2. Sześć doniczek (cz. Šest květináčů)
3. Genialna rodzina (cz. Geniální rodina)
4. Wielki wezyr (cz. Velký vezír)
5. Rodzina na gałęzi (cz. Rodina na větvi)
6. Ostatni kwiat (cz. Poslední květina)

## Wersja polska
Wersja polska: Studio Opracowań Filmów w Warszawie

Reżyseria: Maria Piotrowska

Dialogi: Joanna Klimkiewicz

Dźwięk: Roman Błocki

Montaż: Anna Łukasik (odc. 1–3), Halina Ryszowiecka (odc. 4–6)

Kier. produkcji: Andrzej Staśkiel

Źródło: